# Maat (grado militare)
Maat è un grado militare in uso nella Deutsche Marine, equivalente al grado di Unteroffizier dell'Esercito e dell'Aeronautica militare tedesca e fa parte dei sottufficiali ed è in uso anche in alcune marine militari del Nordeuropa.

## Storia
Il termine deriva dal basso tedesco māt (compagno) e attraverso la lingua olandese, la parola divenne un termine nautico e descrisse l'assistente di un ufficiale di coperta. Dalla seconda metà del XVII secolo, il Maate era il rango più bassa tra i sottufficiali a bordo di una nave da guerra. Il grado è stato in uso anche nella marina prussiana e nella Kaiserliche Marine. Secondo la loro specializzazione, il Maat ha diverse denominazione come ad esempio Steuermannsmaat (Maat timoniere), Feuerwerksmaat (Maat cannoniere), Bootsmannsmaat (Maat nocchiere) o Maschinistenmaat (Maat di macchina). Il Maat veniva reclutato tra i coscritti che si offrirono volontari per servire per un minimo di sei anni e dopo circa quattro anni potevano diventare Maat. Il reinserimento era comune ma nella maggior parte delle specialità le opzioni di carriera si sarebbero concluse con il raggiungimento del grado di Obermaat; solo dopo 18 anni di servizio era possibile la promozione, in caso di sopranumero, a Vizefeldwebel.

## Germania

### Deutsche Marine
Nella Deutsche Marine il grado è articolato su due livelli che corrispondono al sergente e al Secondo capo della Marina Militare italiana. Nell'Esercito e nella Aeronautica Militare tedesca il grado corrispondente è Unteroffizier.
I grado Maat e Obermaat possono rispettivamente essere tradotti come assistente e primo assistente.
| Codice NATO Code | OR-5 | OR-5 |
| ---------------- | ---- | ---- |
|                  |      |      |
|                  |      |      |
| Obermaat         | Maat |      |

### Kriegsmarine
Nella Kriegsmarine Maat faceva parte degli Unteroffiziere ohne Portepée ed era articolato su due livelli: Maat e Obermaat.
| Denominazione                                                                      | Maat (OR-5)         | Maat (OR-5)        | Maat (OR-5)     | Maat (OR-5)    |
| ---------------------------------------------------------------------------------- | ------------------- | ------------------ | --------------- | -------------- |
|                                                                                    |                     |                    |                 |                |
| distintivo di grado                                                                |                     |                    |                 |                |
| Distintivo di grado (che indica la categotria indossato sull'avambraccio sinistro) |                     |                    |                 |                |
| Dienstgrad                                                                         | Obermaat            | Obermaat           | Maat            | Maat           |
| Laufbahn                                                                           | Obersteuermannsmaat | Oberbootsmannsmaat | Steuermannsmaat | Bootsmannsmaat |

## Estonia
Nella Eesti Merevägi, la marina militare dell'Estonia i gradi di nooremmaat, maat e vanemmaat possono essere tradotti rispettivamente come vice assistente, assistente e primo assistente.  
| Codice NATO                 | OR-5         | OR-5         | OR-5         | OR-5         | OR-5         | OR-5         | OR-4     | OR-4       | OR-4       | OR-4      |
| --------------------------- | ------------ | ------------ | ------------ | ------------ | ------------ | ------------ | -------- | ---------- | ---------- | --------- |
| Estonia                     |              |              |              |              |              |              |          |            |            |           |
| Vanemmaat                   | Vanemmaat    | Vanemmaat    | Vanemmaat    | Vanemmaat    | Vanemmaat    | Maat         | Maat     | Nooremmaat | Nooremmaat |           |
| Lingua estone abbreviazione | v-maat       | v-maat       | v-maat       | v-maat       | v-maat       | v-maat       | maat     | maat       | n-maat     | n-maat    |
| equivalente Marina Militare | Secondo capo | Secondo capo | Secondo capo | Secondo capo | Secondo capo | Secondo capo | Sergente | Sergente   | sottocapo  | sottocapo |

## Polonia
Nella marina polacca, il mat dal nome simile è etimologicamente correlato al Maat tedesco, tuttavia comparato con il codice della NATO, i due gradi non sono confrontabili. 
I gradi di mat, starszy mat e bosmanmat, possono rispettivamente essere tradotti come assistente, primo assistente e assistente nostromo o vice nostromo.
| Codice NATO                 | OR-4               | OR-4             | OR-3          |
| --------------------------- | ------------------ | ---------------- | ------------- |
| Marynarka Wojenna           |                    |                  |               |
| Polacco                     | bosmanmat          | starszy mat      | mat           |
| Abbreviazione               | bsmt               | st.mat           | mat           |
| equivalente Marina Militare | sottocapo aiutante | sottocapo scelto | comune scelto |